# Église protestante luthérienne en Bavière

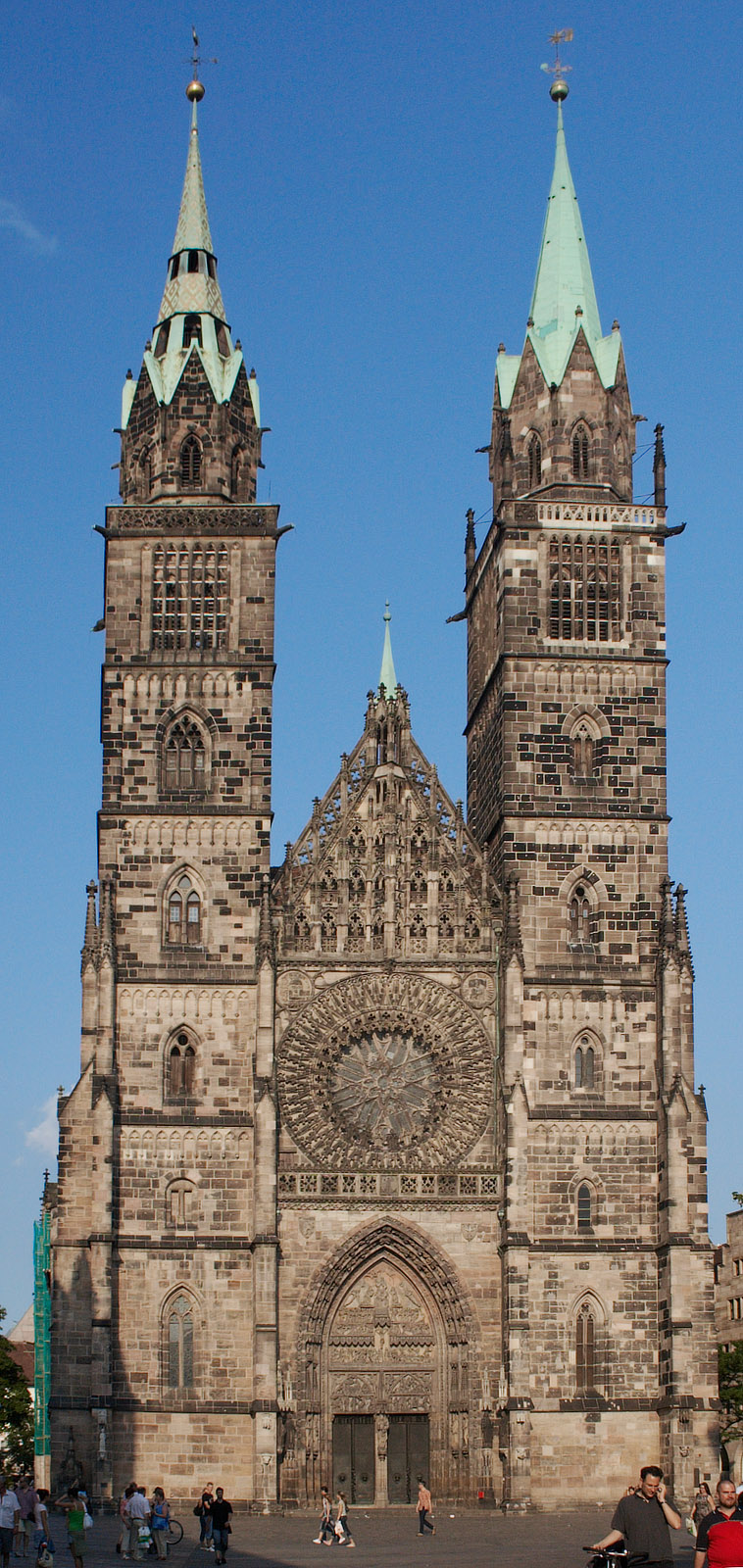
Église épiscopale Saint-Laurent à Nuremberg

L’Église protestante luthérienne en Bavière (en allemand Evangelisch-Lutherische Kirche in Bayern) est une Église protestante et un établissement public du culte allemand dont le territoire canonique couvre le land de Bavière. Son siège est situé à Munich. Son évêque dirigeant (Landesbischof) est depuis 2023 Christian Kopp, qui est assisté de plusieurs évêques régionaux (Regionalbischöfe).
L’Église est de tradition luthérienne et membre de l’Église protestante en Allemagne (EKD). En décembre 2023, elle comptait 2.084.419 membres répartis en 1 530 paroisses. Bien que le catholicisme soit la religion dominante en Bavière, certaines régions et villes, comme la Franconie et Nuremberg, sont de tradition luthérienne, ce qui fait de l’Église protestante luthérienne en Bavière la première confession protestante de Bavière et la deuxième Église chrétienne après l’Église catholique.
L’Église accepte l’ordination des femmes.